# Cantone di Le Louroux-Béconnais
Il Cantone di Le Louroux-Béconnais era una divisione amministrativa dell'arrondissement di Angers.
È stato soppresso a seguito della riforma complessiva dei cantoni del 2014, che è entrata in vigore con le elezioni dipartimentali del 2015.
Comprendeva i comuni di:
- Bécon-les-Granits
- La Cornuaille
- Le Louroux-Béconnais
- Saint-Augustin-des-Bois
- Saint-Clément-de-la-Place
- Saint-Sigismond
- Villemoisan